# Witali Iwanowitsch Tschurkin

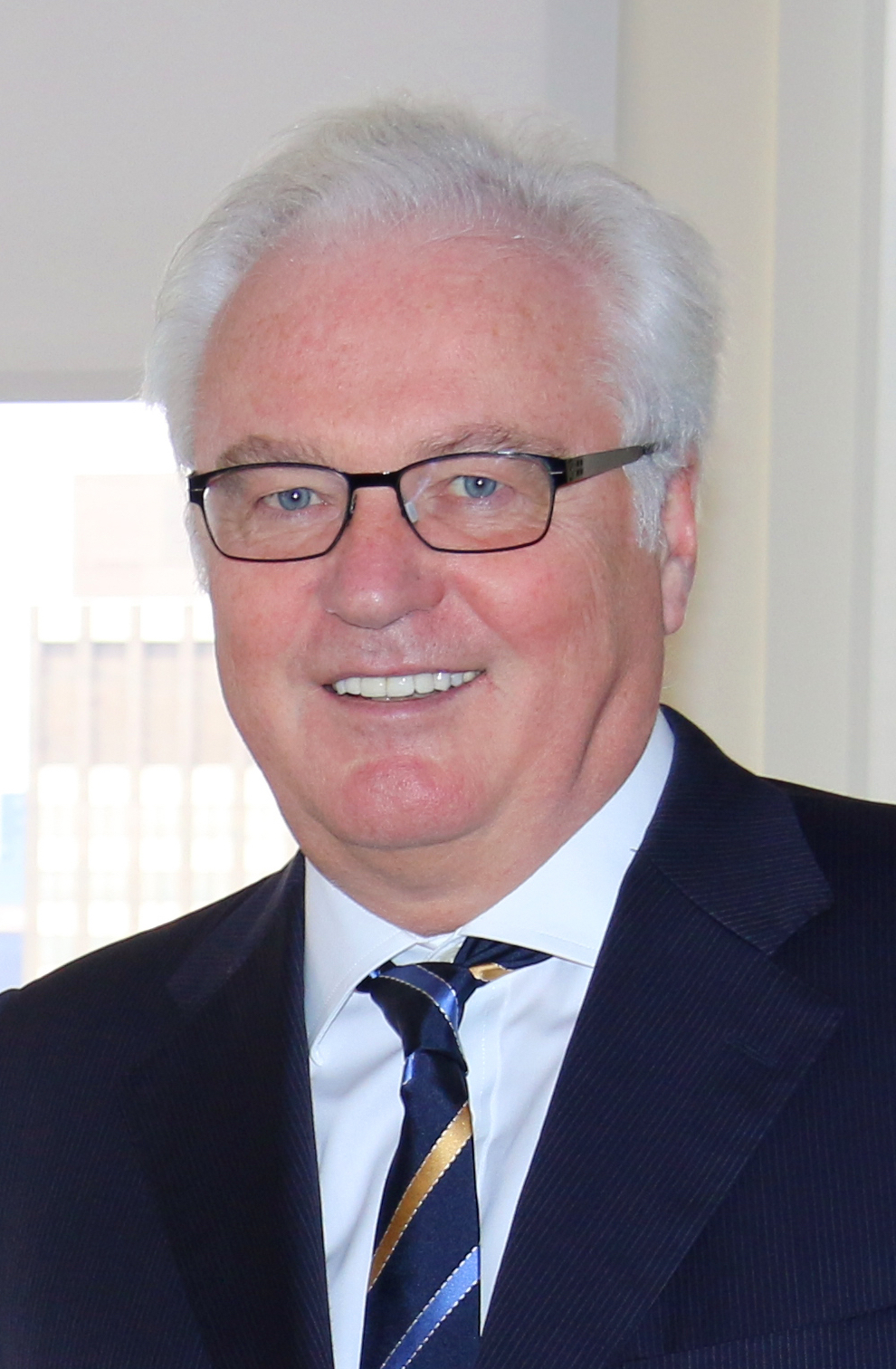
Witali Tschurkin (2015)

Witali Iwanowitsch Tschurkin (russisch Виталий Иванович Чуркин, wiss. Transliteration Vitalij Ivanovič Čurkin; * 21. Februar 1952 in Moskau; † 20. Februar 2017 in New York City) war ein russischer Diplomat. Von 2006 bis 2017 war er der Ständige Vertreter (Botschafter) Russlands bei den Vereinten Nationen und im Sicherheitsrat der Vereinten Nationen.

## Werdegang
Tschurkin war das einzige Kind Iwan Tschurkins und dessen Frau Maria, die ihn eine auf die englische Sprache spezialisierte Schule besuchen ließen. Außerdem trat er als Kinderdarsteller in den zwei Lenin-Filmbiografien Das blaue Heft (1964) und Das Herz einer Mutter (1966) auf, setzte seine Schauspielkarriere aber nicht fort. Stattdessen begann er 1969 ein Studium der Geschichte und Fremdsprachen am Moskauer Staatlichen Institut für Internationale Beziehungen (MGIMO). Im Anschluss daran begann er 1974 seinen Dienst in der sowjetischen Diplomatie.
Bis 1979 arbeitete Tschurkin, der neben Englisch auch Französisch und Mongolisch beherrschte, als Übersetzer im Außenministerium und übersetzte unter anderem bei den SALT-II-Verhandlungen in Genf. Ab 1979 war er in der USA-Abteilung des Außenministeriums tätig und 1982 wechselte der mittlerweile promovierte Historiker an die sowjetische Botschaft in Washington. 1987 kehrte Tschurkin zurück nach Moskau und arbeitete in der außenpolitischen Abteilung des Zentralkomitees der KPdSU. Von 1989 bis 1990 war er Pressesekretär des Außenministeriums und danach Leiter der Informationsabteilung des Ministeriums. Diesen Posten behielt er auch nach dem Zerfall der Sowjetunion im Außenministerium der Russischen Föderation. Von 1992 bis 1994 war Tschurkin Stellvertreter des Außenministers Andrei Kosyrew. Ab 1994 war er Botschafter Russlands in Brüssel, von 1998 bis 2003 in Ottawa. Danach war er einige Jahre Botschafter für besondere Aufgaben im Außenministerium der Russischen Föderation. Am 8. April 2006 wurde er zum UNO-Botschafter Russlands und zu dessen ständigem Vertreter im Weltsicherheitsrat am Sitz der Vereinten Nationen in New York ernannt. Dort erwarb er sich den Spitznamen „Mister No“.
Tschurkin starb am 20. Februar 2017, einen Tag vor seinem 65. Geburtstag. Er war am Morgen jenes Tages mit einem Kreislaufstillstand ins NewYork-Presbyterian Hospital eingeliefert worden, nachdem er ohnmächtig in seinem Büro aufgefunden worden war. Daraufhin wurde eine Obduktion angeordnet und durchgeführt. Er wurde am 24. Februar 2017 auf dem Friedhof Trojekurowo in Moskau bestattet.
Tschurkin war verheiratet und Vater einer Tochter und eines Sohnes. Seine Frau Irina arbeitet ebenfalls im diplomatischen Dienst, seine Tochter Anastasija ist Journalistin beim russischen staatlichen Auslandssender Russia Today.

## Sonstiges
In Russland galt Tschurkin als Meister der Krisensituationen, ein Diplomat, der Russlands Interessen bei der UNO etwa im Kaukasuskrieg 2008, dem „Arabischen Frühling“, dem Bürgerkrieg in Syrien oder in der Ukraine-Krise stets durchzusetzen versuchte.
Er lieferte sich auch zum Teil heftige Wortgefechte mit den westlichen Diplomaten. In einer emotionalen Rede im Dezember 2016 warf die amerikanische UNO-Botschafterin Samantha Power Russland und seinen Verbündeten einen „kompletten Kollaps der Menschlichkeit“ in Aleppo vor. Sie fragte Tschurkin: „Schämen Sie sich gar nicht? Sind Sie unfähig, so etwas zu empfinden? Geht Ihnen die Hinrichtung eines Kindes nicht unter die Haut? Gibt es nichts, über das Sie nicht lügen würden?“ Der russische Botschafter erwiderte, Power handele so als sei sie Mutter Teresa und stellte die moralische Überzeugung ihrer Aussagen in Frage: „Am Ende wird Gott darüber richten, wer wirklich die Schuld trägt.“